# Municipio de Watertown (condado de Clinton)
El municipio de Watertown (en inglés: Watertown Township) es un municipio ubicado en el condado de Clinton en el estado estadounidense de Míchigan. En el año 2010 tenía una población de 4836 habitantes y una densidad poblacional de 52,27 personas por km².

## Geografía
El municipio de Watertown se encuentra ubicado en las coordenadas 42°48′58″N 84°39′13″O / 42.81611, -84.65361. Según la Oficina del Censo de los Estados Unidos, el municipio tiene una superficie total de 92.51 km², de la cual 91.96 km² corresponden a tierra firme y (0.6%) 0.55 km² es agua.

## Demografía
Según el censo de 2010, había 4836 personas residiendo en el municipio de Watertown. La densidad de población era de 52,27 hab./km². De los 4836 habitantes, el municipio de Watertown estaba compuesto por el 93.63% blancos, el 1.34% eran afroamericanos, el 0.33% eran amerindios, el 1.32% eran asiáticos, el 0.02% eran isleños del Pacífico, el 1.14% eran de otras razas y el 2.21% pertenecían a dos o más razas. Del total de la población el 3.97% eran hispanos o latinos de cualquier raza.